# Cantó de Besiers-1

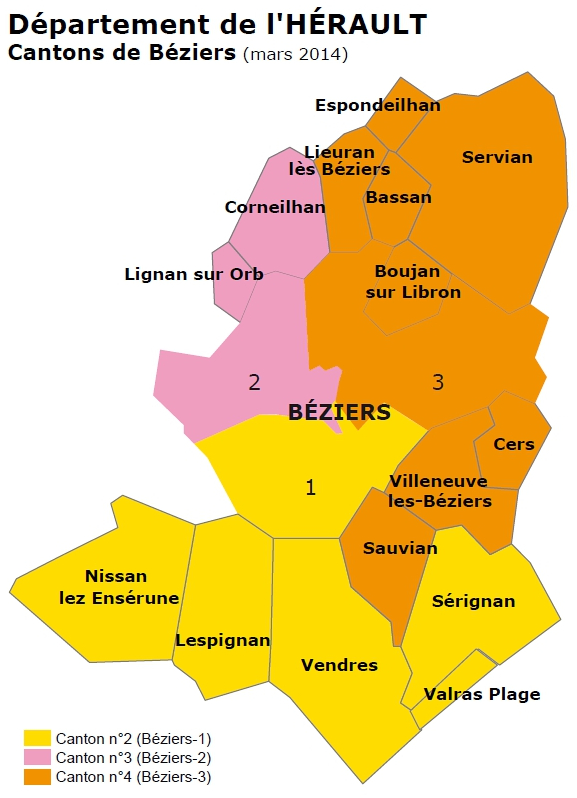
El actual cantó de Besiers-1 a l'Erau

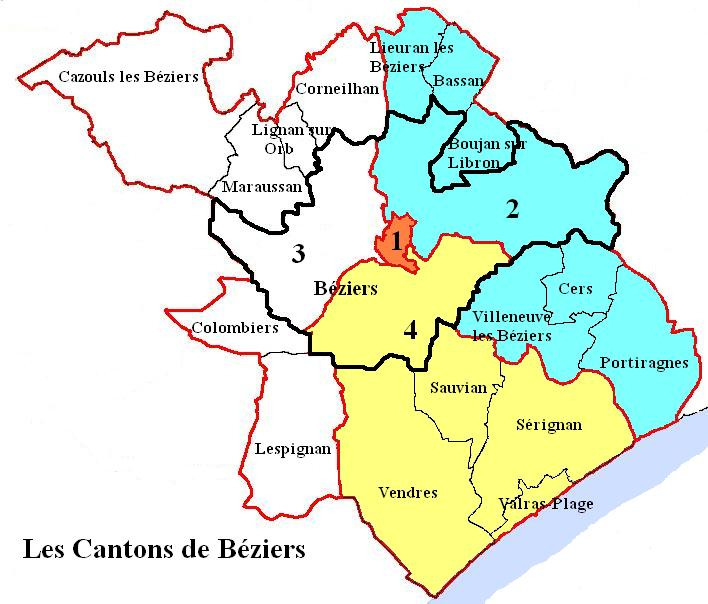
Els antics cantons de Besiers

El cantó de Besiers és un cantó francès del departament de l'Erau, a la regió d'Occitània. Forma part del districte de Besiers, compta amb una part del municipi de Besiers i de 5 municipis.

## Municipis
- part de Besiers (quartiers Arènes, Capiscol, La Devèze, Gare, Montimaran, Plaine Saint-Pierre, Polygone et Port Neuf)
- Lespinhan
- Niça
- Serinhan
- Valrans
- Vèndres